# Sadyrnfyw
Sadyrnfyw ou Sadwrnfen, o Generoso (em galês:  Sadyrnfyw Hael; latim de Gales: Suturnius; falecido em c. 831) foi bispo de Meneva (moderno St. Davids) no País de Gales medieval.
A sua morte é mencionada nas secções sem data dos Anais de Gales. A reconstrução da datação de Phillimore coloca a entrada em 831 d.C. A Crónica dos Príncipes coloca-o em 830.